# Hanmanhal, Shorapur
Hanmanhal là một làng thuộc tehsil Shorapur, huyện Gulbarga, bang Karnataka, Ấn Độ.